# Кочиев, Константин Георгиевич
Константи́н Гео́ргиевич Ко́чиев (1913—1946) — советский военный моряк, командир соединений торпедных катеров Военно-морского флота СССР в годы Великой Отечественной войны, Герой Советского Союза (16.05.1944). Капитан 3-го ранга (1945).

## Биография
Константин Кочиев родился 8 (21) мая 1913 года в посёлке Цхинвали (ныне — город в Южной Осетии). После окончания школы фабрично-заводского ученичества в Тбилиси работал сначала слесарем, затем инструктором физической культуры. 
В 1933 году призван на службу в Военно-морской флот СССР. В 1937 году окончил Военно-морское училище имени М. В. Фрунзе, после чего служил на Черноморском флоте. С сентября 1937 года — командир торпедного катера, с апреля 1939 года — командир звена торпедных катеров 1-й бригады торпедных катеров Черноморского флота. С сентября 1940 года по июнь 1941 года учился на Высших курсах комсостава РККА в Ленинграде. 20 июня 1941 года назначен командиром отряда торпедных катеров 1-й бригады торпедных катеров Черноморского флота и на этой должности провоевал всю войну.
С начала Великой Отечественной войны сражался на Чёрном море, прошёл её командиром отряда торпедных катеров 1-й бригады торпедных катеров Черноморского флота. Участвовал во всех основных боевых операциях моряков-черноморцев: в обороне и в эвакуации Одессы, в обороне Севастополя и в битве за Кавказ, в Керченской-Эльтигенской десантной операции, в Крымской и в Ясско-Кишинёвской наступательных операциях. А также всю войну участвовал в борьбе на черноморских коммуникациях, совершая дальние походы по установке морских минных заграждений, набеговые операции на вражеские порты, атакуя немецкие и румынские морские конвои. Под руководством Кочиева отряд торпедных катеров совершил 250 боевых выходов, уничтожив 4 транспорта, 1 подводную лодку, 13 самоходных барж, 1 торпедный катер, 1 самолёт, поставив 78 мин, перевезли более 250 десантников.
С первой недели войны острой проблемой главной базы стали неконтактные мины, которыми противник с самолетов забрасывал фарватер, нанося тяжелый урон нашим кораблям и блокируя выходы из портов. Кочиев предложил подрывать мины глубинными бомбами на полном ходу. Командующий Черноморским флотом вице-адмирал Ф. С. Октябрьский поручил ему провести эксперимент на Инкерманском створе. Не с первой попытки часть мин сдетонировало.
Катер Д-3 потопил в ночь на 13 июня 1942 года во время рейда на Ялтинский порт под командованием будущего Героя Советского Союза Кочиева К. Г. сверхмалую итальянскую подводную лодку «СВ-5» (командир первоначально доложил о потоплении баржи, позднее поражённая цель была уточнена по данным разведки). Уход удался благодаря постановке дымовой завесы. 22 октября 1942 года группа катеров под его командованием прорвалась в гавань Феодосии и потопила там танкер. 23 апреля 1943 году у Анапы группа Кочиева потопила 2 быстроходные десантные баржи.
Зимой 1943 года во время Керченско-Эльтигенской десантной операции катер Кочиева подорвался на мине и начал быстро погружаться. Личный состав оказался в холодной воде. Всех удалось спасти, но из-за долгого пребывания в ледяной воде здоровье моряка пошатнулось, хотя он оставался в строю.
Отличился в ходе Крымской наступательной операции. В ночь на 5 мая 1944 года Кочиев с четырьмя катерами вышел к мысу Херсонес, где проходил караван фашистских судов в охранении тральщиков, десантных барж и катеров. Кочиевцы устремились в атаку, пробились сквозь живую завесу и торпедными ударами потопили два транспорта и баржи.
Указом Президиума Верховного Совета СССР от 16 мая 1944 года капитан-лейтенанту Константину Георгиевичу Кочиеву присвоено звание Героя Советского Союза с вручением ордена Ленина и медали «Золотая Звезда».
По свидетельству бывшего командира торпедного катера в отряде Героя Советского Союза А. Е. Черцова, Константин Кочиев пользовался исключительным авторитетом среди офицеров и матросов за личный героизм, отличные качества наставника и руководителя, высочайшее чувство справедливости. Когда в одном из боёв его близким разрывом снаряда выбросило за борт, в то же миг без команды сразу несколько моряков бросились в ледяную воду (дело было в декабре) спасать своего командира.
С декабря 1944 года тяжело болел, долгое время лечился в госпитале, где был посещён Наркомом ВМФ СССР адмиралом Н. Г. Кузнецовым, на болезни сказывались последствия нахождения в холодной воде в 1943 году. После окончания войны недолго служил начальником штаба 7-го дивизиона катеров Черноморского флота. В 1945 году капитан 3-го ранга К. Г. Кочиев уволен в запас по состоянию здоровья. Проживал в Цхинвали. Скончался 8 октября 1946 года.

## Награды
- Герой Советского Союза (16.05.1944)
- Орден Ленина (16.05.1944)
- Два ордена Красного Знамени (9.08.1942, 19.10.1943)
- Медаль «За боевые заслуги» (3.11.1944)
- Медаль «За оборону Одессы» (1943)
- Медаль «За оборону Севастополя» (1943)

## Память
- Имя Кочиева высечено на левой от обелиска группе мемориальных плит 240 Героям Советского Союза около Обелиска Славы на Сапун-горе. Установлена в 1969 году. Объект культурного наследия народов РФ регионального значения. Рег. № 921711260570005 (ЕГРОКН). Объект № 9230004012 (БД Викигида)  - Обелиск Славы
  - Сапун-гора, Вечный огонь, мемориальные доски
- Именем К. Г. Кочиева названы улицы в городах Севастополь, Цхинвал, Джава.
- В его честь установлен памятник в Цхинвале на Аллее Славы, на одном из домов по улице Хетагурова установлена мемориальная доска.
- Именем Героя названа средняя школа № 2 в Цхинвале.